# 루카스 페레스
루카스 페레스 마르티네스(Lucas Pérez Martínez, 1988년 9월 10일 ~ )는 스페인의 축구선수이다. 현재 데포르티보 라코루냐에서 공격수로 활약하고 있다.
고향 팀을 위해 본인 이적료를 사비로 지불하고 연봉 1/10 줄이면서 3부리그로 이적함

## 클럽 경력

### 웨스트햄 유나이티드
2018년 8월 9일, 페레즈는 약 400만 파운드의 금액으로 3년 계약을 맺고 웨스트햄 유나이티드에 합류했다. 그는 그의 새로운 클럽을 위해 9일 후 리그 데뷔를 하였으며, 본머스에 1-2로 패배한 경기에서 마크 노블에 대체되어 77분에 출전했다. 그는 9월 26일 EFL컵에서 매클즈필드 타운을 8-0으로 격파하며 그들을 위한 첫 골을 기록했다.
2018년 12월 4일, 페레즈는 700일 만에 리그 골을 기록했다: 마르코 아르나우토비치를 대체하여 카디프 시티를 3-1로 이긴 경기에서 그는 2골을 넣었고, 2000년 이후로 처음으로 웨스트햄 선수로서 이를 달성한 선수가 되었다.

### 알라베스
2019년 5월, 웨스트햄은 페레즈에 대한 €2.5백만의 금액으로의 요금과 관련하여 데포르티보 알라베스로부터의 제안을 수락했다. 그는 공식적으로 6월 3일에 클럽과 계약을 체결했으며, 8월 18일에 그의 리그 데뷔를 하였으며, 레반테 UD를 상대로 한 홈 경기에서 마지막 몇 분을 플레이했다. 그는 9월 29일에 첫 번째 골을 넣었는데, 이것은 에스타디오 데 멘디소로차에서의 RCD 마요르카와의 2-0 승리 경기에서의 첫 번째 골이었다.
2019년 10월 29일, 페레즈는 아틀레티코 마드리드와의 홈 경기에서 1-1로 동점을 만들었는데, 이는 1955년 이래로 라 리가에서 연속 다섯 번 골을 넣은 첫 번째 알라베스 선수가 되었다. 그는 다음 경기(카 오사수나와의 4-2 패배)에서도 이 기록을 반복하며, 이 과정에서 연속해서 6번의 경기에서 골을 넣은 첫 번째 선수가 되었다. 그는 11월 9일에 7번째로 네트를 흔들어 레알 발라돌리드 상대로 골을 넣었는데, 이는 데포르티보와 함께 두 번째 팀에서 연속적으로 7번의 경기에서 골을 넣은 대회 역사상 첫 번째 선수가 되었다. 페레즈는 2021년 8월 18일에 계약을 종료했다.

### 엘체와 카디스
2021년 8월 31일, 무료 계약 선수인 페레즈가 엘체 CF와 한 해 계약을 체결했으며, 이후 그는 여전히 상위 리그에 속했다. 그 다음 해 1월 31일에는 동일한 리그의 카디스 CF로 18개월 계약을 체결하였다.

### 데포르티보에서의 네 번째 출전
페레즈는 2022년 12월 31일에 데포르티보로의 복귀에 합의하여, 이 계약은 1월의 이적 창문 개방 시 효력을 발휘하게 되었다; 선수 본인이 €493,000을 지불하여 해방되었다. 그는 이후 8일에 열린 그의 프리메라 페데라시온 데뷔에서 두 번의 골을 넣었는데, 그것은 Unionistas de Salamanca CF를 상대로 3-0으로 승리한 경기였다.

## 국제 경력
페레즈는 2016년 5월 20일에 베네수엘라와의 친선 경기에서 2-2로 비겼는데, 이 경기에서 갈리시아 자치 팀을 대표하여 첫 번째 대표팀 출전을 이루었다.

## 수상

### 클럽
PAOK
- 그리스 컵 준우승: 2013–14

아스널
- FA컵: 2016–17